# 創造安娜
《創造安娜》（英語：Inventing Anna）是一部美國剧情類型的網絡電視迷你劇集。本剧改編自潔西卡·普萊斯勒在美國《紐約》雜誌上發表的文章《安娜·狄維如何騙過紐約派對人士》。由珊達·萊梅斯開創，安娜·克倫斯基和茱莉婭·加納領銜主演，於2022年2月11日在Netflix首播。

## 概要
Instagram上的網路紅人安娜·狄維假稱自己是德國的一名女繼承人，從而成為紐約矚目的社交名媛，在此期間她盜竊並騙取了巨額錢財。她的庭审事件吸引了女記者薇薇安，为了保住自己的编辑工作，她著手調查安娜·狄維的案件，从而引出一系列被安娜欺骗的纽约上层社会人物。

## 演員與角色
- 安娜·克倫斯基 飾演 薇薇安（Vivian）

- 茱莉婭·加納 飾演 安娜·狄維（Anna Delvey）

- 凱蒂·洛斯（英语：Katie Lowes） 飾演 瑞秋（Rachel）

- 拉薇安·考克斯 飾演 凱西·杜克（Kacy Duke）

- 亞歷克西斯·弗洛伊德（Alexis Floyd） 飾演 內夫（Neff）

- 阿里安·莫耶德（英语：Arian Moayed） 飾演 托德（Todd）

- 安德斯·霍姆 飾演 傑克（Jack）

- 安娜·迪弗里·史密斯（英语：Anna Deavere Smith） 飾演 莫德（Maud）

- 傑夫·佩瑞 飾演 盧（Lou）

- 特里·金尼（英语：Terry Kinney） 飾演 巴里（Barry）

## 製作

### 開發
2018年7月，珊達·萊梅斯與Netflix簽約，將為後者開發多部劇集。2019年8月，珊達·萊梅斯宣佈將根據製作一部迷你劇，共九集，改編自潔西卡·普萊斯勒在美國《紐約》雜誌上發表的文章《安娜·狄維如何騙過紐約派對人士》（How Anna Delvey Tricked New York's Party People）。

### 選角
2019年10月31日，安娜·克倫斯基、茱莉婭·加納、凱蒂·洛斯和拉薇安·考克斯確定出演主要角色。11月，亞歷克西斯·弗洛伊德（Alexis Floyd）、阿里安·莫耶德、安德斯·霍姆、安娜·迪弗里·史密斯、傑夫·佩瑞和特里·金尼確認將參與演出。

### 拍攝
主體拍攝於2019年10月在紐約開機。

## 發行
劇集於2022年2月11日在Netflix首播。

## 資料來源
1. ↑  Goldberg, Lesley. . The Hollywood Reporter. 2019-10-31  [2020-01-16]. （原始内容存档于2020-01-23） （美国英语）.
2. ↑  Petski, Denise; Andreeva, Nellie; Petski, Denise. . deadline. 2018-07-20  [2020-01-16]. （原始内容存档于2020-11-09） （美国英语）.
3. ↑  Welch, Rebecca. . backstage. 2019-08-29  [2020-01-16]. （原始内容存档于2020-01-16） （美国英语）.
4. ↑  Petski, Nellie Andreeva,Denise; Andreeva, Nellie; Petski, Denise. . deadline. 2019-10-31  [2020-01-16]. （原始内容存档于2019-10-31） （美国英语）.
5. ↑  Ausiello, Michael. . tvline. 2019-10-31  [2020-01-16]. （原始内容存档于2020-10-29） （美国英语）.
6. ↑  Otterson, Joe; Otterson, Joe. . variety. 2019-11-07  [2020-01-16]. （原始内容存档于2019-12-14） （美国英语）.
7. ↑  . Production List. 2019-10-16  [2020-06-05]. （原始内容存档于2020-09-20） （美国英语）.
8. ↑  Truman, Isabelle. . marieclaire. 2019-11-05  [2020-01-16]. （原始内容存档于2020-09-26） （美国英语）.

## 外部連結
- 在Netflix上觀看《創造安娜》
- 互联网电影数据库（IMDb）上《創造安娜》的资料（英文）